# Свободная лицензия

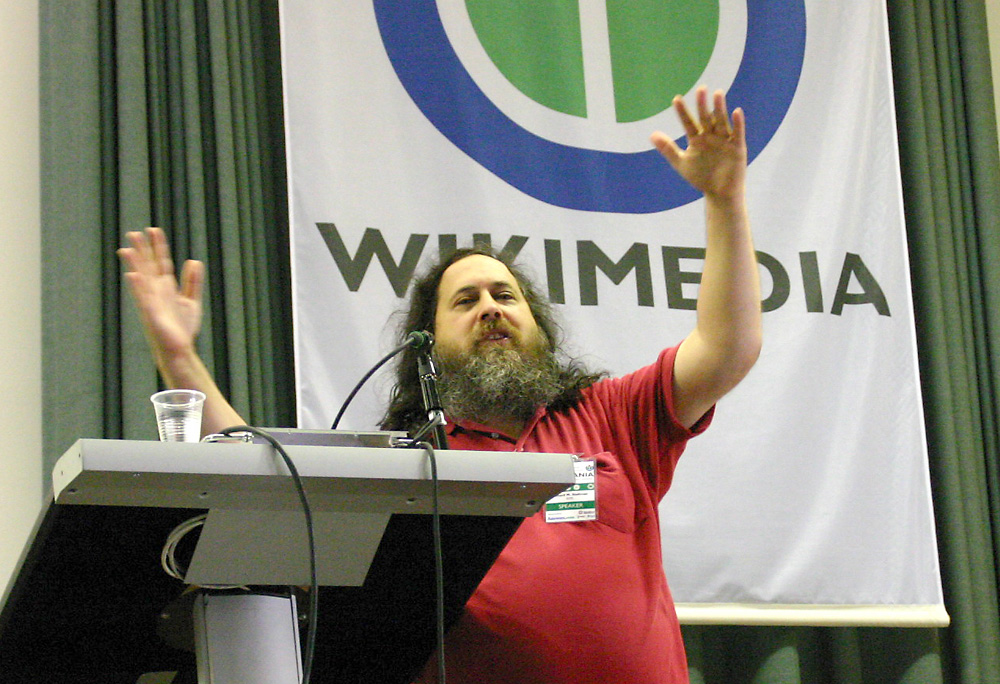
Ричард Столлман, создатель и философ свободного ПО, бывший президент Free Software Foundation и автор свободной лицензии GNU GPL для ПО

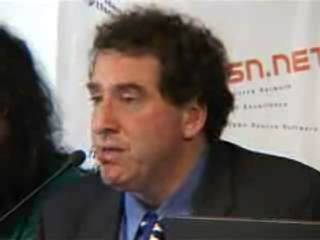
Брюс Перенс, сооснователь Open Source Initiative, главный автор Критериев Debian по определению свободного программного обеспечения и Определения Open Source

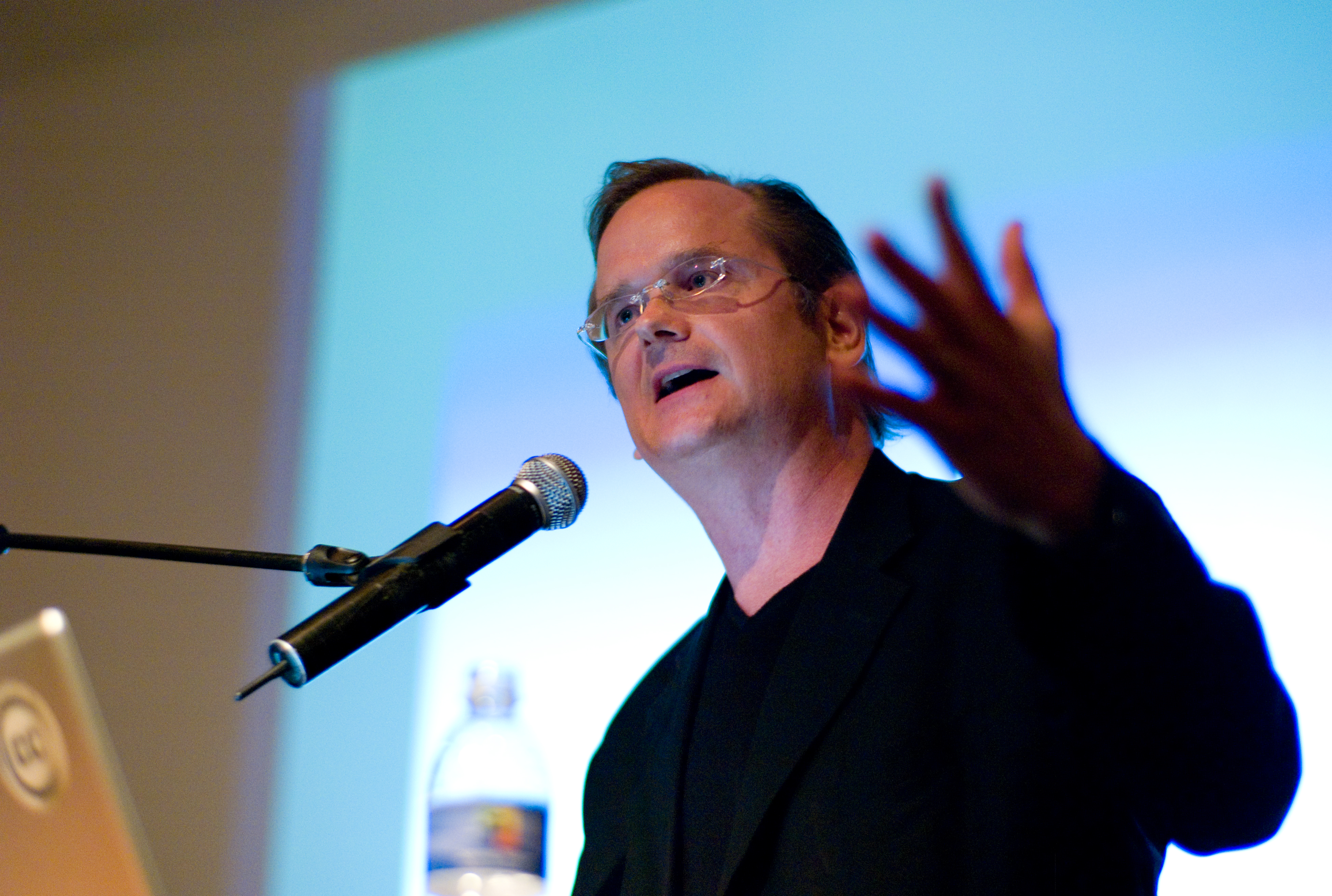
Юрист Лоуренс Лессиг, основатель некоммерческой организации Creative Commons, которая создала лицензии (в том числе свободные) для контента (текста, изображений, звуков, видео)

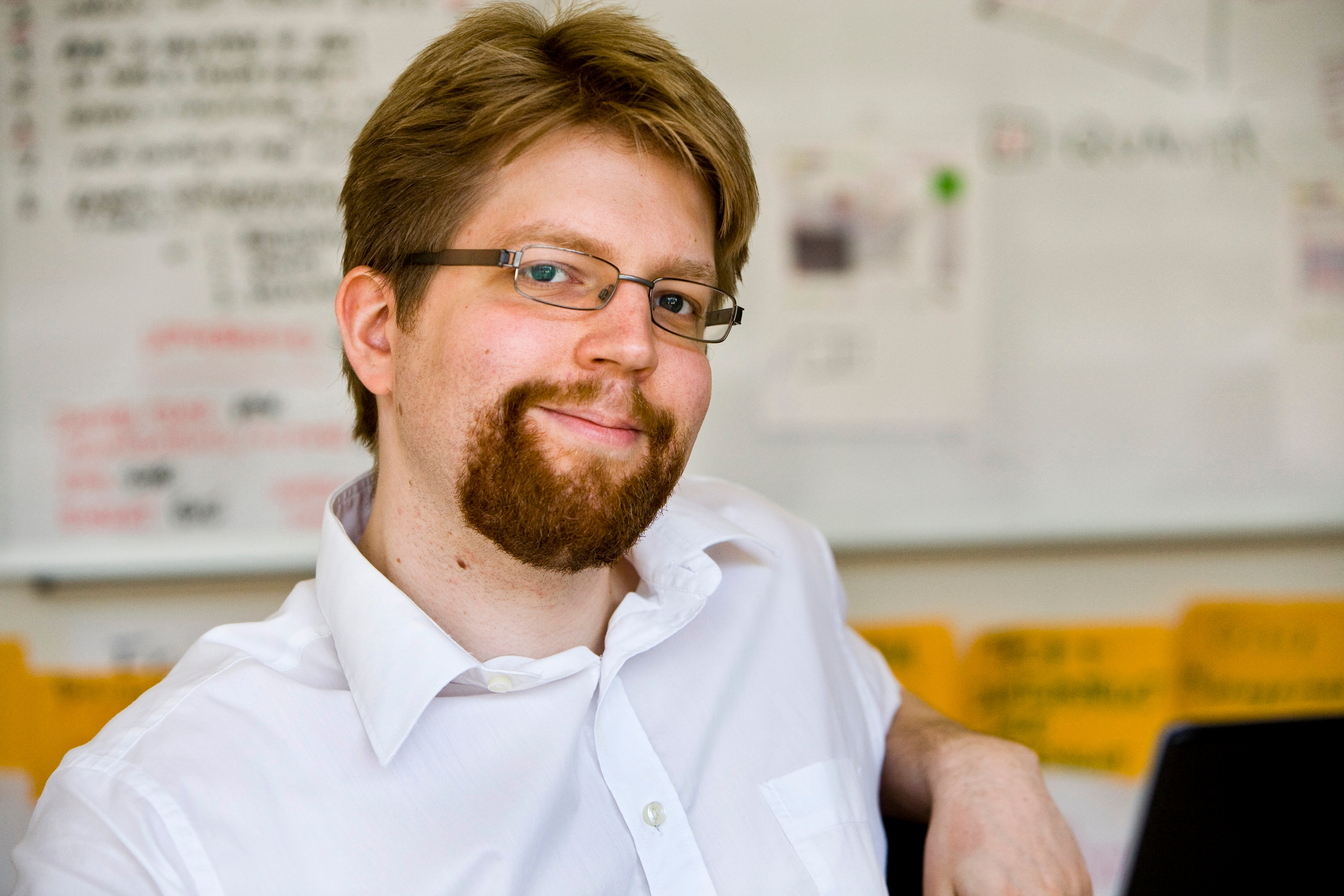
Эрик Мёллер — создатель Определения свободных произведений культуры и заместитель директора «Фонда Викимедиа»

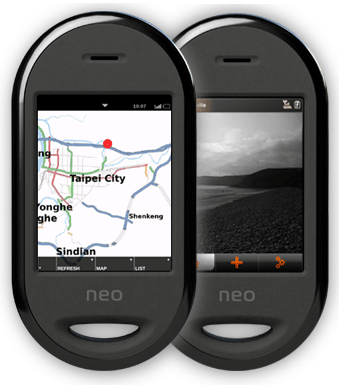
Neo FreeRunner — open source-смартфон

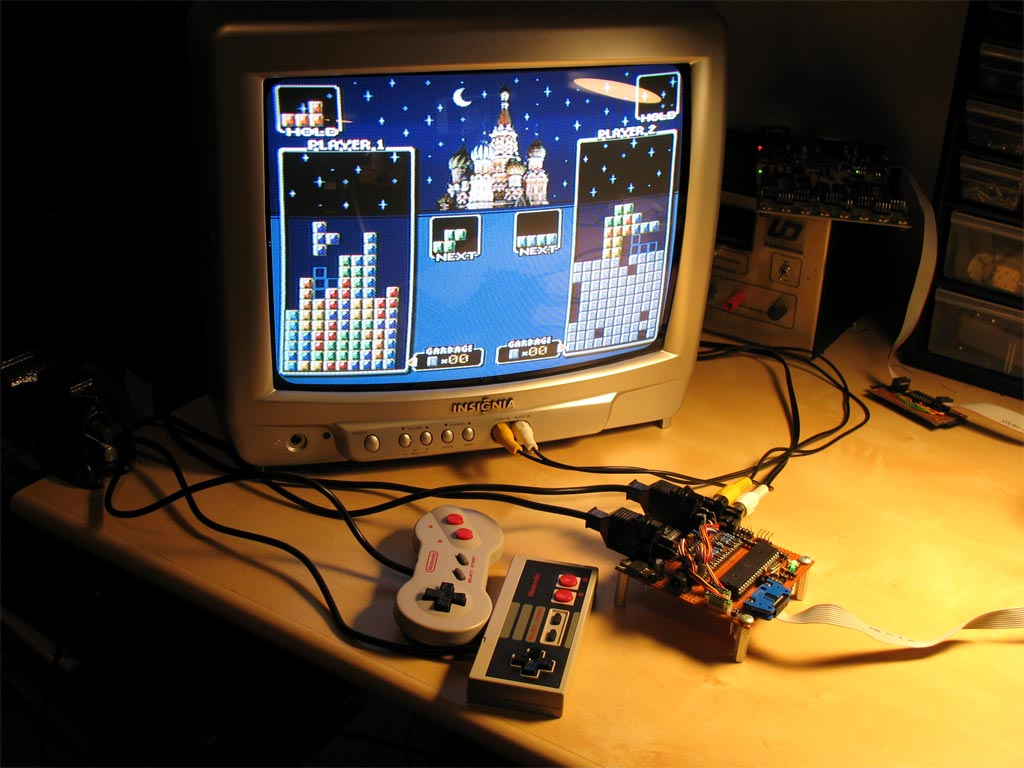
Uzebox — open source-игровая приставка

Свободная лицензия (англ. free license) — лицензионный договор (ранее — «авторский договор»), условия которого содержат разрешения пользователю от правообладателя на конкретный перечень способов использования его произведения, которые дают ему четыре важнейшие свободы (или свободы, основанные на них и их включающие — согласно разным критериям и видам произведений). Чтобы считаться свободной, лицензия должна разрешать: использовать произведение в любых целях, изучать его (в случае программного обеспечения требуется доступность исходного кода), создавать и распространять копии произведения, вносить в произведение изменения, публиковать и распространять такие изменённые производные произведения (в случае ПО требуется доступность исходных кодов и возможность внесения в них изменений). Без такой специальной лицензии эти виды использования запрещены законами об авторских правах, вне зависимости от того, что об этом думает или подумал бы автор, потому что почти во всех странах мира произведения защищаются автоматически без соблюдения каких-либо формальностей, все права закрепляются за автором, а использование его произведения запрещается.
Права, перечисленные в свободной лицензии, как правило, предоставляются любому человеку в мире. Как правило, свободные лицензии бессрочные (на срок действия исключительного авторского права), всемирные, неисключительные и безотзывные (или связанные с обеспечением подобного состояния). Большинство свободных лицензий и законодательств стран требует в том или ином виде указывать авторство создателей произведения, а также защищать репутацию авторов и их право на защиту произведения от искажений, якобы сделанных от их имени. Свободные лицензии не противоречат авторскому праву, а как раз используют терминологию законов об авторском праве, действуют согласно и на основании этих законов и применяются только к произведениям, к которым применяется защита авторским правом.
Не с юридической точки зрения (согласно которой автор просто распоряжается своим произведением как хочет[значимость факта?]), а с точки зрения философии движения свободного программного обеспечения свободные лицензии защищают права пользователя («свободы») — на неограниченную установку, запуск, а также свободное использование, изучение, распространение и изменение (совершенствование).
Не всегда, но часто свободные лицензии являются обязательной основой краудсорсинговых и краудфандинговых проектов. Использование свободной лицензии часто позволяет гарантировать, что труд не будет тратиться на разработку одних и тех же вещей разными коллективами, а позволит сконцентрироваться на совместном и более эффективном процессе, а также гарантирует, что результат работы не на словах, а на деле будет доступен людям и сможет приносить им пользу. Наиболее распространено использование свободных лицензий для контента и свободных лицензий на ПО. Использование последних также сильно развито в коммерческом плане и имеет значительный экономический эффект.
Изобретение термина «свободная лицензия» и акцентирование внимания на правах пользователей связано с традициями хакерской культуры 1970-х и с социальным и политическим движением свободного программного обеспечения (с 1980-х). С тех пор идеи свободных лицензий проникли в разные сферы общества. Свободным лицензиям уделяют внимание экономисты, социологи и политики. В разной степени со свободными лицензиями переплетены движения open source, движение свободной культуры, антикопирайта, пиратские партии, движение Викимедиа и другие.

## Философия
Так как считается, что несвободные произведения менее привлекательные с точки зрения философии, то предполагается, что пользователь хочет убедиться, что на произведение он получает некоторые права и может ими пользоваться. Таким образом, можно говорить, что свободная лицензия предназначена для обеспечения юридической защиты прав («свобод») пользователя (общественности) на неограниченные воспроизведение, изучение, распространение и изменение (модификацию или совершенствование) различных продуктов интеллектуальной деятельности.

## Описание
Являясь философским подвидом лицензионного договора, свободные лицензии юридически не отличаются от обычных EULA от, например, Microsoft или Adobe. Лицензионный договор, как EULA, так и свободная лицензия, может содержать любые условия, не противоречащие законодательству. Невозможно говорить об отдельном правовом регулировании и легальности/нелегальности свободных лицензий как класса, но тексты конкретных договоров могут вызывать вопросы и неоднозначности (после чего их корректируют и выпускают новую версию или выпускают другие похожие лицензии вроде EUPL). Однако компании могут устанавливать свой список допустимых свободных лицензий в каких-то проектах как это делает Google, Microsoft и Фонд Викимедиа. Компании могут как непосредственно использовать свободные лицензии как средство получения прав на результат, выполняемый в их проектах в результате краудсорсинга (Linux, Википедия, Викисловарь, Викигид), так и сначала получать все права от пользователей по другим договорам (например, об отчуждении), а потом как правообладатель самостоятельно выпустить произведения или сублицензировать произведения по свободной лицензии (Canonical contributor agreement, Chromium, Apache, Хабрахабр, скоро OpenStreetMap).
Существуют множество свободных лицензий, в которых поддерживаются основные принципы, но несколько отличаются методы и характер защиты прав пользователя, а также различны виды продуктов интеллектуальной деятельности. Свободные лицензии подразделяются на копилефтные, пермиссивные и договоры, связанные с общественным достоянием. Существуют виды свободных лицензий для ПО, контента, аппаратного обеспечения, баз данных и патентов. Ознакомиться с текстом лицензий и заключить договор можно непосредственно в программе, на сайте в Интернете или любому заинтересованному лицу текст лицензии может быть персонально прислан по бумажной почте (как делает Creative Commons).
Правами, полученными по свободным лицензиям, пользуются не только специфичные бизнесы как Ubuntu или Red Hat, но и такие компании как Apple, Google, Microsoft, Яндекс, Рамблер, Mail.ru. Распространяемые по свободным лицензиям такие произведения не принадлежат компаниям, но благодаря лицензии они могут встроить их в свои продукты. Легальность свободной лицензий и построенный на них многомиллионный бизнес на мировом уровне никто не только не оспаривает и не объявляет пиратским, но и суды подтверждают, что всё юридически корректно. Однако в отдельных странах под сомнение пытаются поставить не бизнесы, а сами свободные лицензии как класс (хотя только лишь часть лицензий может вызывать неоднозначность в результате взаимодействия текста лицензии и местного закона). Другой ряд людей выступает с призывами каким-то образом «легализовать свободные лицензии», хотя не известны случаи, чтобы свободные лицензии регулировались отдельно от прописанных в законодательствах всех стран мира лицензионных договорах, а также вводился какой-то специальный запрет именно на свободные лицензии.

## Классификация лицензий
Почти всё многообразие свободных лицензий на программное обеспечение принадлежит к нескольким категориям, наибольшую популярность из которых получило определение свободного ПО от Free Software Foundation. Своеобразием отличаются критерии Debian по определению свободного ПО от Debian. Интересно также определение открытого ПО, введённое Open Source Initiative.
Если речь идёт не о программном обеспечении, а о текстовых, аудио- и видеоматериалах, то критерием свободы является Определение свободных произведений культуры. Наиболее популярными свободными лицензиями, соответствующими этому определению, являются лицензии «CC Attribution», «CC Attribution-ShareAlike» и «GNU FDL».
Свободные лицензии можно применять и для лицензирования конструктивных схем сложных механизмов и устройств. Таким образом, например, впервые в мире под свободной лицензией был лицензирован полупроводниковый дизайн и исходные материалы микропроцессоров OpenSPARC T1 и T2. Это сделала компания Sun Microsystems, которая известна своим вкладом в свободное программное обеспечение и выделяется высоким уровнем социальной ответственности.

### По масштабу ограничений
- Договоры, связанные с общественным достоянием (максимальная свобода, в таких странах как США можно даже не указывать авторство при использовании такого контента)
  - Инструмент Creative Commons Zero — гибрид отказа от авторских прав и публичной лицензии (как запасной вариант)
- Пермиссивные лицензии (требуют только указание авторства, предоставляют свободу ограничивать эту же самую свободу) — с 1983 года
  - Лицензия BSD
  - Лицензия MIT
  - Mozilla Public License
  - Creative Commons Attribution
- Копилефтные лицензии (копилефт бывает нормальный, слабый и т. п.) — с 1989 года
  - GPL
  - Creative Commons Attribution ShareAlike
  - GFDL

Все остальные ограничения (запрет коммерческого использования или запрет изменений произведения) недопустимы для статуса свободной лицензии.
Однако, можно требовать обязательного использования открытых форматов и запрета использования DRM.

### По назначению
- Лицензии СПО — с 1983 года
  - Критерии: Определение свободного программного обеспечения
    - Развитие идеи: Критерии Debian и Определение Open Source
- Лицензии свободного контента — с 1998 года
  - Критерии: Определение свободных произведений культуры и также был факт принятия во внимание критериев Debian
- Лицензии открытого аппаратного обеспечения
- Лицензии на базы данных (Creative Commons v4 и Open Database License)
- Лицензии открытого патента

### По авторам
- Фонд свободного программного обеспечения
- Creative Commons — выпущено около 200 свободных лицензий, если учитывать все версии
- Microsoft
  - Microsoft Public License
  - Microsoft Reciprocal License
- Open Data Commons от Open Knowledge Foundation
  - Public Domain Dedication and License (PDDL)
  - Attribution License (ODC-By)
  - Open Database License (ODC-ODbL)

## Проблемы
- Совместимость лицензий
- Разнообразие лицензий
- Спор «пермиссивные против копилефтных».

## Список свободных лицензий
- AROS Public License
- Лицензия BSD
- CDDL
- Common Public License
- Creative Commons Zero

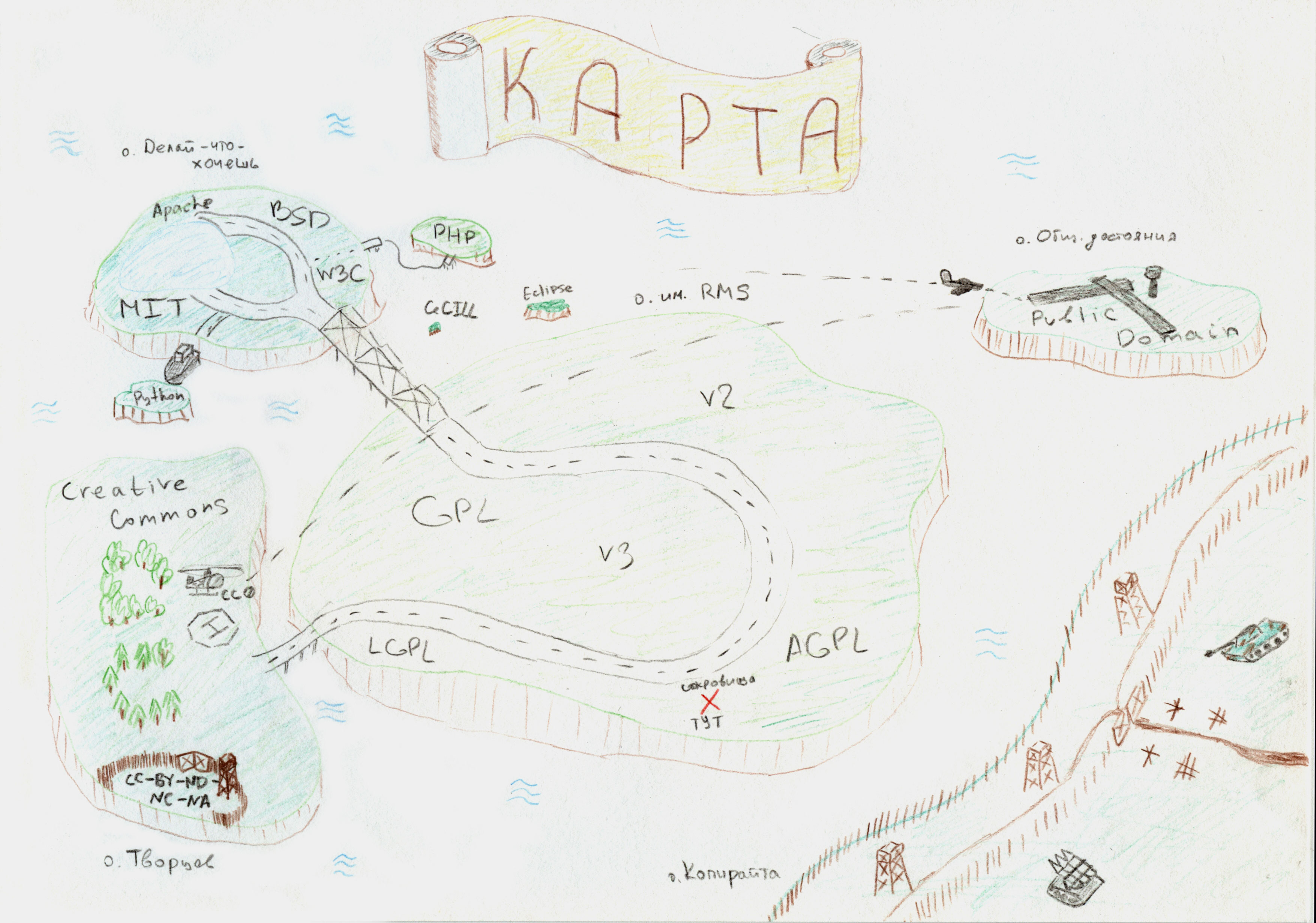
Карта свободных лицензий (взаимосвязи между лицензиями). Художник А. Трошков.

- Creative Commons Attribution
- Creative Commons Attribution ShareAlike
- GNU Free Documentation License (по некоторым определениям — с исключениями)
- GNU General Public License
- GNU Affero General Public License
- GNU Lesser General Public License
- Лицензия MIT
- Mozilla Public License
- Open Directory License
- Open Software License

## Принцип действия и местное законодательство
Свободные лицензии юридически не противоречат авторскому праву и ни в коем случае не борются с ним и не заменяют его, а, наоборот, основаны на нём и используют его законы. Но из-за своего более либерального подхода, чем у стандартного ограничительного авторского права, они создают ему конкуренцию и воспринимаются как оппозиция копирайту.
Судебные процессы, касающиеся лицензий Creative Commons, происходят нечасто, хотя CC существует около десяти лет и сотни миллионов творческих произведений опубликованы под лицензиями CC. CC считает, что отсутствие судебных процессов является свидетельством широкого признания и понятности своих лицензий. Тем не менее Creative Commons ценит решения судов, подтверждающие, что лицензий CC функционируют как они и предназначены функционировать.

### По странам

#### США
В США был ряд судебных процессов, связанных с GPL.
Дело Monsoon Multimedia (2007 год, США) : данное дело, инициированное FSF, является первым судебным прецедентом, созданным в США, в отношении свободных лицензий GPL. Компания Monsoon Multimedia согласилась сделать открытым исходный код, а также выплатить FSF денежную компенсацию, размер которой не разглашался. Исковое заявление было отозвано.
Дело MySQL (2002 год, США): компания MySQL подала иск против компаний Progress Software и NuSphere в связи с нарушением последними условий лицензии GPL v2. Ответчики отказались предоставить доступ к исходным кодам, чем нарушили условия свободной лицензии GPL. В данном деле GPL рассматривалась как обычная лицензия, которая может быть применима к компьютерным программам. Ни одна из сторон не оспаривала юридическую силу свободной лицензии, а равно и суд не поставил под сомнение действительность лицензии GPL. Данное дело интересно также тем, что судьей был поднят очень важный для свободных лицензий вопрос: является ли созданный компанией NuSphere продукт под названием Gemini (программа обработки данных, которая имела статическую ссылку на базу данных MySQL) самостоятельным результатом интеллектуальной деятельности или производным произведением. В частности, суд указал, что ссылка на другую программу не равняется созданию производного произведения. Таким образом, суд фактически указал на самостоятельный характер программы Gemini. Вместе с тем данный вывод суда не был зафиксирован в каком-либо судебном акте, так как стороны решили подписать мировое соглашение, в связи с чем иск компанией MySQL был отозван.

#### Страны Европейского союза
Европейская комиссия в 2007 году создала и одобрила лицензию European Union Public Licence (англ.) v1.0 (EUPL v1.0).
Европейский союз заявляет, что его лицензия является первой лицензией open source, которая выпущена международным руководящим органом. С помощью создания лицензии для ПО, которая учитывает право Европейского союза, ЕС также хотел бы развеять правовую неопределенность, реальную или мнимую, в отношении других лицензией open source как, например, GNU General Public License. Третьей целью данной лицензии является создание лицензии open source, доступной на 22 официальных языках Европейского союза и соответствующей существующим законом об авторском праве каждого из 27 государств-членов Европейского союза.
EUPL совместима с GNU General Public License (GPL v2.0), Open Software License версии 2.1 (OSL v2.1) и — 3.0 (OSL v3.0), Common Public License версии 1.0 (CPL), Eclipse Public License версии 1.0 (EPL) и CeCILL версии2.0. В июне 2007 года опубликована EUPL v1.1.

##### Германия
В 2006 году проект gpl-violations.org выиграл в окружном суде г. Франкфурт дело против немецкого подразделения корпорации D-Link. Суд полностью подтвердил законную силу лицензии GNU GPL и признал факт нарушения этой лицензии компанией D-Link Germany GmbH.
В 2011 году было объявлено, что Суд в Германии признал юридическую силу лицензии Creative Commons Attribution-ShareAlike. Летом 2010 года истец Nina Gerlach, активный редактор немецкой Википедии и других проектов Викимедиа, а также член Викимедиа Германия, сфотографировала немецкого политика Тило Саррацина на публичном мероприятии и опубликовала фотографию на Викискладе по лицензии Creative Commons BY SA 3.0 Unported. Позже Немецкий народный союз (Deutsche Volksunion — DVU), немецкая политическая партия использовала фотографию на своем сайте без указания имени истца и лицензии. Истец направил письмо, на которое сторона не отреагировала. После проведения юридического анализа суд полностью согласился с позицией истца и подтвердил юридическую силу лицензий Creative Commons. Ответчику было предписано выполнить требования лицензии Creative Commons BY-SA и выплатить возмещение ущерба.
Обе лицензии не были специально созданы под законодательство Германии.

##### Франция
Свободная лицензия для открытых данных Франции  действует с 18 октября 2012 года. На июль 2024 года на Викискладе представлено около 84 тыс. файлов под Открытой лицензии Франции.

#### Россия
Компании Apple, Google, Яндекс, Рамблер, Mail.ru пользуются ПО, распространяющимся по свободным лицензиям, и строят на этой основе свой бизнес на территории России. Каких-либо обвинений в незаконности не было.
Юридически свободные лицензии ничем не отличаются от обычных лицензионных соглашений, которые предусмотрены 1286 статьёй гражданского кодекса РФ. Несмотря на призывы «легализовать свободные лицензии», они не запрещены и вряд ли можно «разрешить свободные лицензии» (именно в такой формулировке, разрешить как термин). Статья 421 ГК, закрепляющая принцип «свободы договора», разрешает заключать даже такие договоры, которые не предусмотрены законодательством — главное, чтобы они законодательству не противоречили.
В части обязательных требований законодательства важен юридический текст лицензии.
- Лицензии Creative Commons полностью соответствуют требованиям российского законодательства, но возникают вопросы с дальнейшей работой лицензии, например, в связи с правом на отзыв произведения автором.
- GNU GPL не содержит указание на территорию действия договора, что не является основанием для ничтожности лицензии, но в таком случае территория лицензии ограничивается только территорией России, что сильно искажает первоначальный замысел лицензии.

Также законодательство допускает заключение лицензионных договоров только в письменной форме. Все свободные лицензии — это письменные соглашения и они соответствуют требованиям российского законодательства об обязательной письменной форме договора, так как электронная форма договора является частным случаем письменной формы.
В настоящее время соответствие свободной лицензии законодательству Российской Федерации до конца ещё не определено,
Как и во многих других странах, где не существует какого-либо отдельного регулирования или особых решений по свободным лицензиям, в России отсутствуют законодательные акты или разъяснения арбитражных судов по применимости отдельных типов лицензии и их соответствий законодательству, в особенности в части передачи прав и безвозмездной основы (до 1.01.08) такой передачи. Между тем, данная область в настоящее время достаточно интенсивно обсуждается в обществе и привлекает внимание государства. В связи с этим была принята поправка в IV часть Гражданского кодекса Российской Федерации (ГК РФ), которая разрешает с 1 января 2008 года безвозмездное заключение лицензионного договора. (подробнее…) В части передачи прав осталось без изменений.
Что касается контента, то в целом многие юристы придерживаются точки зрения, что уже сейчас грамотное толкование действующих норм ГК РФ позволяет признавать обязательную юридическую силу за лицензиями Creative Commons. Их оппоненты спорят о том на сколько лицензии Creative Commons отвечают требованию законодательства о письменной форме лицензионного договора, о проблеме идентификации сторон такой лицензии, а также соответствии ряда условий лицензии императивным требованиям российского законодательства, например, о том, что право на неприкосновенность произведения неотчуждаемо. Сторонники легальности Creative Commons отмечают, что законодательные требования о письменной форме заключения договора соблюдаются и то, что неопределенность сторон договора встречается и в других видах гражданско-правовых сделок (например, продажа товаров с помощью автоматов), что не препятствует признанию их действительными, а также, что запрет нарушения неприкосновенности произведения не влияет на явно выданное автором с помощью лицензии право на переработку — создание производного произведения.
31 мая — 1 июня 2011 года юридические эксперты, участвовавшие в международном семинаре ЮНЕСКО в Москве, единодушно отметили, что:

Лицензии Creative Commons и аналогичные им способы лицензирования объектов, распространяемых в Сети, являются гражданско-правовыми договорами и находятся в рамках существующего правового поля. Для их внедрения и использования в России есть необходимость пересмотреть подходы к пониманию того, в какой форме и какими способами может заключаться договор. Те нормы права, которые действуют в настоящий момент, позволяют признавать юридическую силу за такими лицензиями. Однако, очень многое зависит от того, как эти нормы и лицензии будут истолкованы судом в случае возникновения правового конфликта, таким образом, необходимо совершенствование правоприменительной практики в отношении исков по лицензионным договорам, заключаемым в электронной форме.— юридические эксперты, участвовавшие в международном семинаре ЮНЕСКО
Юрист Вадим Колосов пишет:

Что же касается свободных лицензий, то они уже абсолютно соответствуют закону. Печально осознавать, что люди, которые позиционируют себя как разбирающихся в Creative Commons (Иван Засурский, Антон Носик и др.), утверждают, что лицензии Creative Commons в России вне закона и подобный инструмент применять в нашей стране нельзя. Хотя им было бы достаточно просто проконсультироваться с юристами (или послушать их), чтобы узнать о совершенно законном способе применения аналогичных лицензий и в России, замечу, без каких-либо изменений в законодательство вообще. Однако, к примеру, высказывания Ивана Засурского, которое можно слышать практически на любом его выступлении, что Википедия в России вообще вне закона, с правовой точки зрения (в данном случае — равно «в действительности») вообще абсурдно, но оно звучит гораздо громче и пафоснее, чем скучные юридические объяснения о том, как можно применять лицензии аналогичные Creative Commons в России.— Юрист Вадим Колосов
1 августа 2011 года в справке Министерства связи и массовых коммуникаций на имя президента России Дмитрия Медведева, подписанной врио министра А. А. Жаровым, было сказано об отсутствии чёткого правового регулирования свободных лицензий, но при этом ясно отмечено:

Свободные лицензии в Российской Федерации не являются незаконными и широко используются.— врио министра связи и массовых коммуникаций А.А. Жаров
Лицензии Creative Commons — лицензионные соглашения, заключаемые в письменной форме между правообладателем и пользователем. Лицензии Creative Commons соответствуют требованиям российского законодательства об обязательной письменной форме договора, так как электронная форма договора является частным случаем письменной формы. Размещение произведения в Интернете на тех или иных условиях Creative Commons предполагает оферту со стороны правообладателя, которая акцептуется пользователями. Лицензии Creative Commons — это всегда двусторонние договора (при дальнейшем распространении произведения пользователями у последующих пользователей автоматически заключаются договора с автором произведения).
Порядок разрешения споров в случае нарушения условий лицензий Creative Commons такой же, как и в случае заключения обычного лицензионного договора в бумажной форме. Главное отличие будет состоять в порядке доказывания в суде, но это характерно не только для лицензий Creative Commons, а для всех гражданско-правовых отношений, которые оформляются посредством сети Интернет.
Форма и порядок заключения лицензионного договора
П. 2 ст. 1286 предусматривает заключение лицензионного договора как в письменной, так и в устной форме (для периодической печати).
Факт заключения лицензионного договора
- Сделка заключена (устно), «когда из поведения лица явствует его воля совершить сделку» (п. 2 ст. 158 ГК РФ).
- Сделка заключена (письменно), если получивший оферту (лицензионное соглашение) выполнил либо условия этой лицензии, то есть использование (s:ru:#Статья 1270. Исключительное право на произведение: воспроизведение (копирование, установка и т. п.), распространение, показ, вещание, передачи, модификации и предоставление другим лицам программы) либо иное, указанное в лицензии как акцепт (заключение сделки) (п. 3 ст. 438 ГК РФ). Причём, договор (лицензионное соглашение) «может быть заключен путём составления одного документа, подписанного сторонами, а также путём обмена документами посредством почтовой, телеграфной, телетайпной, телефонной, электронной или иной связи, позволяющей достоверно установить, что документ исходит от стороны по договору.»(ст. 434 ГК РФ)[Прим. 1].

#### Кыргызстан
В Кыргызстане была произведена юридическая экспертиза лицензий Creative Commons.
Отчет о возможности использования лицензий Creative Commons в Кыргызстане подготовлен юристами компании «Каликова энд Ассошиэйтс» по заказу Общественного фонда «Гражданская инициатива Интернет политики». Также опубликовано заключение независимого эксперта, бывшего патентного поверенного А.Вандаева. Результаты двух документов полностью противоположные.